# اگنو، پانگاسینان
اگنو، پانگاسینان (به لاتین: Agno, Pangasinan) یک سکونتگاه مسکونی در فیلیپین است که در پانگاسینان واقع شده‌است.

## خصوصیات
اگنو ۱۶۹٫۷۵ کیلومترمربع مساحت و ۲۷٬۵۰۸ نفر جمعیت دارد.